# 贵子镇
贵子镇，是中华人民共和国广东省茂名市信宜市下辖的一个乡镇级行政单位。

## 行政区划
贵子镇下辖以下地区：
贵子社区、托盘垌村、中伙村、中和村、秋风根村、平民村、函口村、函关村、西门村、石子村、贵子村、旺茅村、回龙村、贵龙村、石马村、云世村和绿湖村。